# Cargo B Airlines
 (janvier 2022).
Si vous disposez d'ouvrages ou d'articles de référence ou si vous connaissez des sites web de qualité traitant du thème abordé ici, merci de compléter l'article en donnant les références utiles à sa vérifiabilité et en les liant à la section « Notes et références ».
Cargo B (code IATA : BB ; code OACI : CBB) était une compagnie aérienne cargo belge basée à l'aéroport de Bruxelles en Belgique. Elle a été fondée en 2007 par Rob Kuijpers, ancien dirigeant de Brussels Airlines et DHL.
La compagnie avait annoncé son départ de l'aéroport de Bruxelles pour se diriger vers l'aéroport de Liège, plus flexible car ouvert 24h sur 24, 7 jours sur 7 mais le déménagement, prévu pour juillet 2009, n'a jamais eu lieu car la compagnie est déclarée en faillite début juillet 2009.

## Flotte
Flotte au 1er juillet 2009, jour de la faillite.
- 1 Boeing 747-200F (OO-CBB)
- 2 Boeing 747-400ERF (OO-CBC, OO-CBD)